# وندینگ، نورفک
وندینگ (به انگلیسی: Wendling) یک روستا و محله مدنی در بریتانیا است که در Breckland District واقع شده‌است. وندینگ ۵٫۲۵ کیلومتر مربع مساحت و ۳۱۳ نفر جمعیت دارد.